# Doctor Lluch (métro de Valence)
Doctor Lluch est une station terminus de la ligne 4 du métro de Valence. Elle est située rue du Dr Lluch, dans le district des Poblats Marítims, à Valence.

## Situation sur le réseau
Établie en surface, la station Doctor Lluch du métro de Valence est située sur la ligne 4, dont elle constitue le terminus sud, avant Platja Les Arenes.

## Histoire
La station ouvre au public le 21 mai 1994, à l'occasion d'un prolongement du réseau.

## Services aux voyageurs

### Accès et accueil
La station dispose d'une seule voix et d'un seul quai, les tramways série 3800 étant dotés d'une seule cabine et de portes uniquement sur le flanc droit.